# Alfred Straßer (Politiker)
Alfred Straßer, auch Alfred Strasser (* 27. März 1887 in Kronach; † 11. Mai 1959 in Etting) war ein deutscher Staatsbeamter und Kommunalpolitiker (NSDAP, Bayernpartei).

## Werdegang
Als Sohn eines Amtsrichters geboren besuchte Strasser das Gymnasium in Dillingen und studierte nach dem Abitur Rechtswissenschaften in München. Während seines Studiums wurde er 1906 Mitglied der Burschenschaft Arminia München. 1911 machte er sein erstes juristisches Examen und war dann bis 1914 Gerichtsakzessist in München. Im Ersten Weltkrieg diente er als Leutnant der Reserve im Königlich Bayerischen 4. Feldartillerie-Regiment „König“. 
1919 wurde er Justizrat und legte das Große Juristische Examen ab. 1920 wurde er Regierungsakzessist bei der Regierung von Oberbayern, danach war er Bezirksamtmann in Marktoberdorf und wurde 1928 Regierungsrat 1. Klasse; 1931 wurde er Oberregierungsrat. 1933 wurde er zur Regierung von Schwaben und Neuburg als Leiter der Hauptfürsorgestelle versetzt und war von 1935 bis 1945 Landrat (Bezirksamtmann) des oberbayerischen Landkreises Ingolstadt. 1937 wurde er Mitglied der NSDAP, weshalb er nach dem Krieg seines Amtes enthoben wurde und für eineinhalb Jahre ins Internierungslager Hersbruck gebracht wurde. 
1948 wurde er Angestellter beim Landratsamt Straubing, 1949 Regierungsrat und 1950 Beamter auf Lebenszeit sowie Oberregierungsrat. Im Frühjahr 1952 wurde er zum Landrat des oberbayerischen Landkreises Ingolstadt gewählt. Er blieb bis 1958 im Amt.